# クズネツォフ NK-12

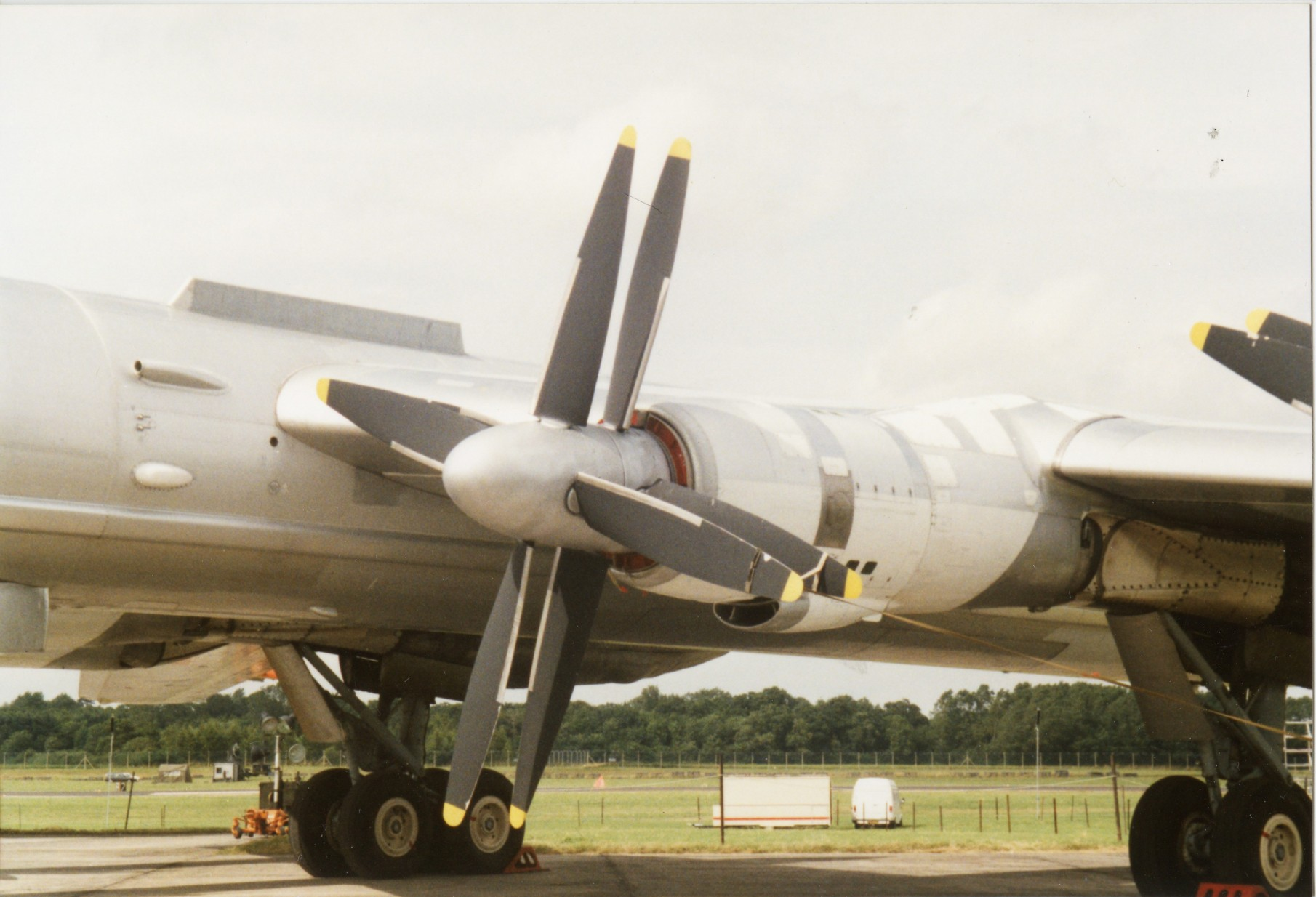
Tu-95に装備されたNK-12M

クズネツォフ NK-12（Kuznetsov NK-12 ）は、1950年代にソビエト連邦のクズネツォフが開発したターボプロップエンジンである。直径18.4ft（5.6m）の8枚の（それぞれ4枚羽根のプロペラが前後2組にある）2重反転プロペラを駆動させる。NK-12MVの重量は2,540lb（1,155kg）で、NK-12MAの全長は20.4ft（6.2m）である。

## 開発
NK-12 ターボプロップエンジンは、第二次世界大戦後、ソ連に連行されたドイツ・ユンカース社の技術者であるフェルディナント・ブランドナー(Ferdinand Brandner)の下で原型が開発された。戦時中に検討されていた出力6,000hp、重量3,000kgのユモ012 ターボプロップの設計を元に開発されたものである。
1947年に5,000ehp、重量1,700kgのエンジンが完成している。ソビエトは新しいニッケル・クロム・コバルト系の合金（Nimonic）を使用する事で、1951年に出力12,000ehpのTV-12 エンジンが開発された。

## 設計
NK-12Mは出力8,948kW（12,000ehp）、NK-12MVは11,033kW（14,795ehp）、NK-12MAは11,185kW（15,000ehp）に達した。NK-12は、これまでに製造されたうちで最大出力を有するターボプロップエンジンで、現在これに匹敵するのはプログレス D-27とTP400のみである。
同軸反転プロペラは、14段式の軸流式圧縮機により高度に応じて圧縮比9:1から13:1まで変化し、同様に吸気口の案内翼および排気弁も高度・出力に応じて制御される。燃焼室はカニュラ型でそれぞれの燃焼管噴射装置の下流の中央に備えられ、後端はアニュラ型になっており、同軸反転式プロペラと圧縮機は5段軸流式タービンで駆動される。空気流量は65kg（143lb）/秒である。

## 運用
Tu-95爆撃機とその派生機種であるTu-142哨戒機、Tu-114旅客機にNK-12MVが装備され、実用機としては今なお、最速のプロペラ機の一つとなっている。同様にAn-22輸送機にもNK-12MAが装備されている。
その他、エクラノプラン（地面効果翼機）であるA-90 オリョーノクや、エア・クッション型揚陸艇であるアイスト型エアクッション揚陸艇にも装備された。

## 搭載機

### 航空機
- A-90 オリョーノク（英語版）
- アントノフ An-22
- ツポレフ Tu-95
- ツポレフ Tu-114
- ツポレフ Tu-126
- ツポレフ Tu-142

### 艦艇
- アイスト型エアクッション揚陸艇

## 型式
NK-1212,500 hp (9,300 kW)　初期開発モデル。Tu-95とTu-114で使用。
NK-12M12,000 hp (8,950 kW)　Tu-114で使用。
NK-12MV14,795 hp (11,033 kW)　5.6 m 径 (18 ft 4 in; 560 cm; 220 in) AV-60プロペラとの組み合わせ。Tu-95、Tu-126およびTu-142で使用。
NK-12MA15,001 hp (11,186 kW)　6.2 m 径 (20 ft 4 in; 620 cm; 244 in) AV-90プロペラとの組み合わせ。An-22で使用。
NK-12MK14,795 hp (11,033 kW)　5.6 m 径 (18 ft 4 in; 560 cm; 220 in) プロペラとの組み合わせ。A-90 オリョーノクで使用するため耐腐食性構造材で作られた。
NK-12MP14,795 hp (11,033 kW)　Tu-95MS、Tu-142Mで使用されている最新バージョン。
NK-12MPM開発中のNK-12MPのアップグレードバージョン。出力向上と振動が半分に抑制と言われる。AV-60Tプロペラとの組み合わせ。Tu-95MSに搭載されているNK-12MエンジンとAV-60Kプロペラを置き換える予定。

## 仕様諸元
一般的特性
- 形式: ターボプロップ
- 全長: 4.8m[2]
- 直径: 1.2m[2]
- 乾燥重量: 2,900kg（6,393lbs）, NK-12MV用

構成要素
- 圧縮機: 軸流式14段[2]
- タービン: 5段[2]

性能
- 出力: 11,033kW（14,795ehp）, NK-12MV用
- 全圧縮比（英語版）: 9.5[2]
- タービン入口温度: 1,250K[2]
- 燃料消費率: 0.360lb/shp-hr[3]0.219kg/kW-hr for NK-12MA and NK-12MV
- 出力重量比: 3.7kW/kg（2.3hp/lb）, NK-12MV用